# Махо (пляж)
Махо (нидерл. Maho Beach) — пляж в юго-западной части острова Сен-Мартен на территории самоуправляемого государственного образования Синт-Мартен (в составе Нидерландов). Получил известность благодаря тому, что к нему вплотную примыкает взлётно-посадочная полоса (ВПП) аэропорта Принцессы Юлианы, так что садящиеся и взлетающие самолёты пролетают в 10—20 метрах над головами отдыхающих. В связи с этим пляж особо популярен среди споттеров. Пляж и ВПП разделяют два забора и узкая двухполосная автомобильная дорожка.
Длина пляжа составляет около 300 метров, ширина — 10—20 метров. На пляже расположены несколько кафе и закусочных, самая известная из которых — Sunset Bar and Grill. Там имеется громкоговоритель, предупреждающий отдыхающих о прибытии очередного самолёта и передающий радиопереговоры диспетчеров аэропорта и пилотов приближающихся самолётов; вдоль пляжа расставлены доски, на которых мелом написано расписание взлётов и посадок.
Пляж полностью лишён растительности, так как регулярно подвергается воздействию сильных потоков воздуха от авиалайнеров. Это же часто вызывает на побережье сильные и неожиданные волны, что привлекает сюда виндсёрферов и скимбордеров. Отдыхающим в центральной части пляжа может грозить увечье или даже смерть, о чём честно предупреждает администрация, так как скорость потоков воздуха из реактивных двигателей самолёта может достигать 160 км/ч, однако многие намеренно игнорируют эти предупреждения, чтобы испытать острые ощущения.
16 октября 2008 года пляж сильно пострадал от урагана Омар, который уничтожил несколько кафе и других сооружений и сделал Махо совершенно каменистым, сдув весь песок, который потом сюда пришлось привозить и заново заполнять им пляж.
В 2009—2011 годах на пляже Махо отдыхал австрийский фотограф Йозеф Хофленер, который делал там чёрно-белые снимки низколетящих самолётов. Эти работы были включены в его книгу «Реактивный лайнер: полное собрание сочинений».
12 июля 2017 года, когда рейс 457 Caribbean Airlines вылетал из аэропорта, погибла 57-летняя женщина из Новой Зеландии. Она не смогла удержаться за забор взлётно-посадочной полосы, поток воздуха унёс её в сторону, в результате чего ударилась головой о бетон.

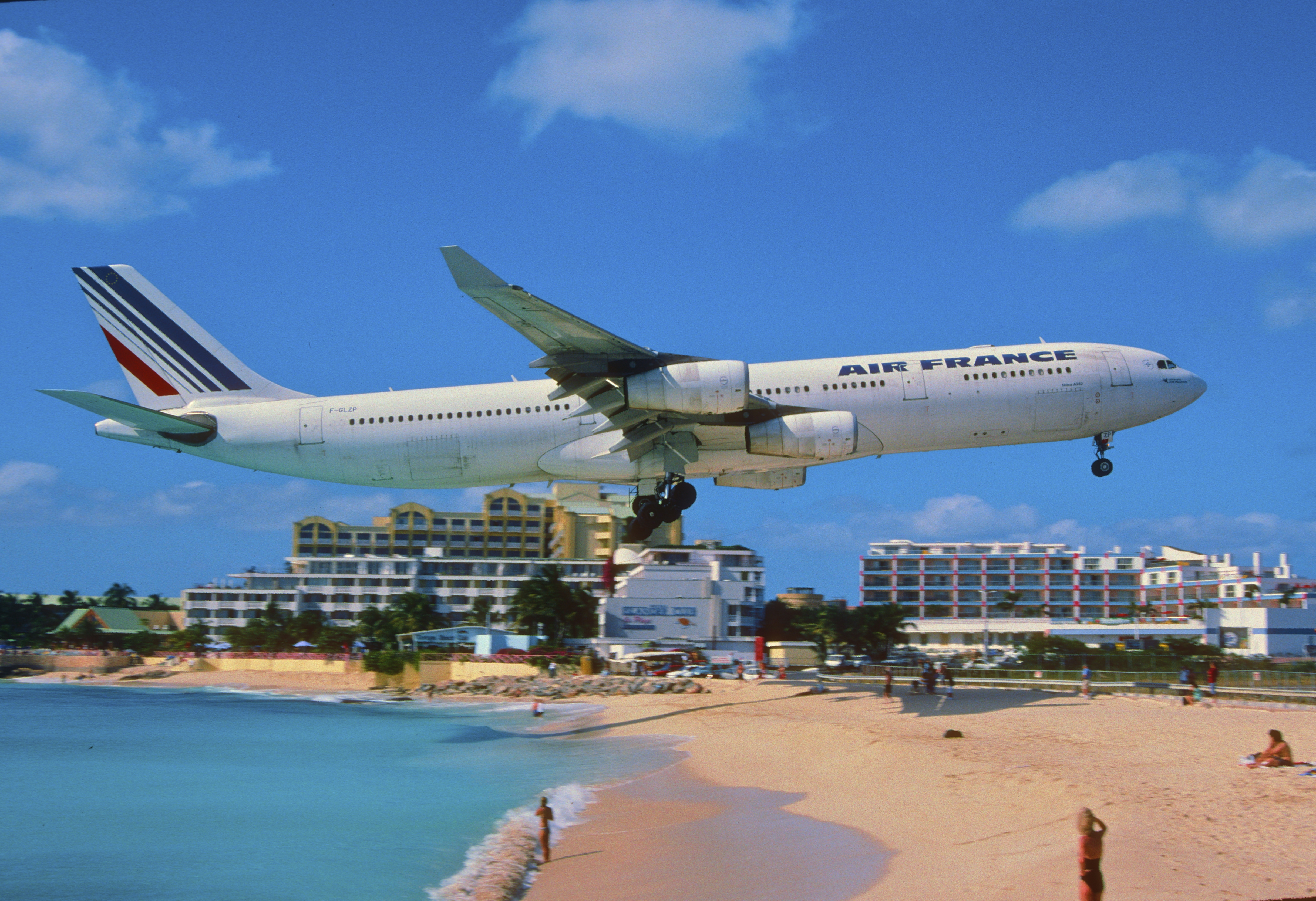
Посадка авиалайнера
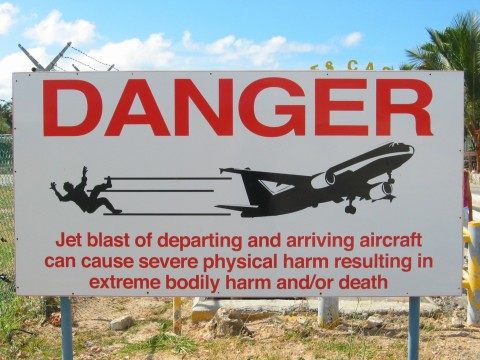
Предупредительная табличка на пляже[прим. 1]
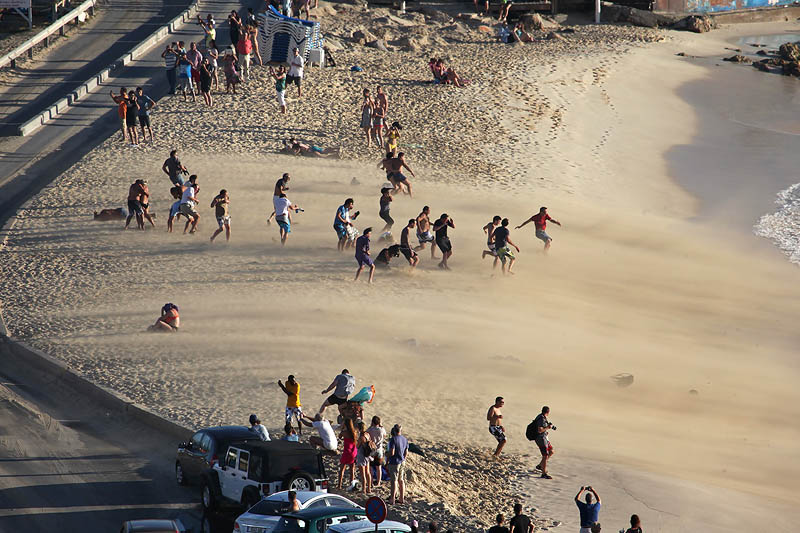
Потоки воздуха при взлёте крупного самолёта